# Blyths gierzwaluw
De Blyths gierzwaluw (Apus leuconyx) is een vogel uit de familie van de gierzwaluwen (Apodidae).

## Verspreiding en leefgebied
De soort komt voor in Pakistan, Nepal, Bhutan en India